# Der Milchmann
Der Milchmann ist eine Kurzgeschichte des Schweizer Schriftstellers Peter Bichsel. Sie wurde 1964 in der Kurzgeschichtensammlung Eigentlich möchte Frau Blum den Milchmann kennenlernen im Walter Verlag veröffentlicht. Die Kurzgeschichte handelt von der Beziehung zwischen einem Milchmann und seiner Kundin, die zwar ihr ganzes Leben lang miteinander zu tun haben, sich aber nie persönlich kennenlernen. Stattdessen kommunizieren sie ausschließlich schriftlich.

## Inhalt
Die Kurzgeschichte handelt von einem Milchmann, der jeden Morgen um 4 Uhr einer gewissen Frau Blum sowohl 100 Gramm Butter als auch zwei Liter Milch liefert. Frau Blum und er kommunizieren durchgehend per Zetteln, in denen es um Frau Blums Bestellungen geht, um Fehlbeträge bei den Bezahlungen und manchmal um eine Entschuldigung. Frau Blum denkt über den Milchmann nach, seine berufsbedingt sauberen Hände und seine Pflichterfüllung. Sie möchte ihn gerne kennenlernen und hofft, dass er wegen ihres verbeulten Milchtopfes nicht schlecht von ihr denkt. Auch hofft sie, dass er nicht mit ihrer Nachbarin ins Gespräch kommt, doch im ganzen Viertel kennt niemand den Milchmann. Der Milchmann macht sich nicht viel Gedanken über Frau Blum, die immer pünktlich zahlt. Er kennt ihre Bestellung und ihren verbeulten Topf.

## Hintergrund
Laut eigener Aussage entwarf Peter Bichsel die Geschichte Der Milchmann ausgehend von ihrem ersten Satz: „Bei dieser Milchmann-Geschichte erinnere ich mich, daß ich diesen Satz hatte: ‚Der Milchmann schrieb auf einen Zettel: ‚Heute keine Butter mehr, leider‘‘, und dieser Satz hat mich wochenlang verfolgt. […] In diesem ersten Satz ist die ganze Geschichte enthalten, alles andere ist Variaton zu ihm.“ Die Variation einer Idee oder eines Themas ist ein häufiges Konstruktionsprinzip in Bichsels Werk. Dabei hat er oft im Vorhinein noch kein Konzept für den Ablauf und das Ende der Geschichte.
Während Hans Bänziger vermutete, Bichsel habe sich beim Namen Blum von Kurt Schwitters’ Gedicht An Anna Blume inspirieren lassen, bekannte Bichsel 1966, dass er häufig Namen verwende, die ihm aus seiner Jugend bekannt sind. So geht auch der Name Blum auf eine reale Person namens Hans Blum zurück, einen Fußballspieler des FC Olten, den er in seiner Jugend verehrt habe. Darauf scheint Bichsel sogar Bezug zu nehmen, wenn er schreibt: „In der ersten Mannschaft spielte einmal ein Blum , den kannte der Milchmann , und der hatte abstehende Ohren“. Darauf überlegt sich der Milchmann, ob Frau Blum ebenfalls vorstehende Ohren habe. Im Gegensatz zu Frau Blum besitzt der Milchmann in der Erzählung keinen Namen, sondern ist lediglich ein Stellvertreter für ein Kollektiv. Tatsächlich tritt in der Kurzgeschichtensammlung Eigentlich möchte Frau Blum den Milchmann kennenlernen noch ein zweiter namenloser Milchmann auf, nämlich in Pfingstrosen, und auch er ist am frühen Morgen unterwegs und hat es mit einer älteren Frau zu tun.

## Interpretation
Laut Peter Bichsel handelt die Geschichte von einer ganz besonderen Art der Kommunikation. Zwei Personen kommunizieren lediglich schriftlich auf kleinen Zetteln. Sie kennen sich nicht, sind aber doch ihr ganzes Leben miteinander beschäftigt. Peter Rusterholz beschreibt: „Die Figuren leben und handeln in Indikativsätzen, sie denken und wünschen im Konjunktiv.“ Die Geschichten, die daraus entstehen könnten, finden nicht statt. Beide Figuren stecken in Konventionen, erfüllen eine Rolle und leben ihre Individualität nicht aus. Die Möglichkeiten werden nicht gelebt, sondern bloß gedacht und damit verpasst. Niemand kennt den Milchmann, auch Frau Blum nicht, die ihn doch gerne kennenlernen würde.
Peter Hamm hängt sich bereits am Wort „eigentlich“ im Titel des Erzählbandes Eigentlich möchte Frau Blum den Milchmann kennenlernen auf. Denn in der Einschränkung steckt auch die Aussage, dass Frau Blum den Milchmann eben doch nicht kennenlernen will, weil sie es dazu auf sich nehmen müsste, früh aufzustehen und ihre Scham zu überwinden. Der Milchmann hingegen glaubt Frau Blum bereits zu kennen in allem, worauf es ihm bei seiner Arbeit ankommt. Er will nur seine Pflicht tun und reduziert die Menschen auf ihre Forderungen an ihn. Hamm zieht das Fazit: „Ein ziemlich melancholisch stimmender Sachverhalt der schon im Titel anklingt – und dennoch eine bezaubernde Geschichte; eine trügerische Idylle über Entfremdung, und trotz des Trügerischen genießt man das Idyllische.“

## Wortwahl, Satzbau und Rhetorik
Sieht man sich die Sprachebene der Kurzgeschichte Der Milchmann von Peter Bichsel an, so fällt auf, dass der Text in Alltagssprache verfasst ist. Diese Art der Sprache ist für jeden leicht verständlich. Wenn man den Satzbau der Geschichte näher betrachtet, stechen zunächst Aussagesätze heraus, z. B. „Bei uns kommt er morgens um vier“. Diese Art von knappen Formulierungen hilft dem Leser den Text leichter zu verstehen. Zusätzlich zu den kurzen Aussagesätzen gibt es noch komplexe Satzkonstruktionen. Diese können im Gegensatz zu den einfach gehaltenen Sätzen schwieriger zu lesen sein. Achtet man aber auf die Wortwahl, so fällt auf, dass in dem Text zahlreiche anschauliche Adjektive und Partizipien vorhanden sind, die ihn lebendiger erscheinen lassen. Ausdrucksstarke Verben haben die gleiche Wirkung wie die anschaulichen Adjektive in der Kurzgeschichte, verstärken jedoch den gewonnenen Eindruck.
Bei der Betrachtung der rhetorischen Stilmittel des Textes erkennt man gleich zu Beginn eine Ellipse „Heute keine Butter mehr, leider“. Sie vereinfacht den Text und spiegelt die natürliche Ausdrucksweise wider. Als zweites findet man noch eine Anapher („Der Milchmann [...] einen Zettel.“). Dieses Stilmittel hebt bestimmte Textteile hervor und ist gefühlsbetontes Sprechen. In Der Milchmann sind zuletzt noch Parallelismen untergebracht, welche Aussagen verstärken und diese eindringlich machen („Der Milchmann [...] mehr, leider.“ und „Frau Blum fürchtet [...] ihr Topf ist verbeult.“).

## Text
- Peter Bichsel: Der Milchmann, in: Eigentlich möchte Frau Blum den Milchmann kennenlernen (21 Geschichten), Erstveröffentlichung 1964, aktuelle Ausgabe Frankfurt am Main (Suhrkamp) 1993, ISBN 3-518-22125-6.